# Sveti Petar (Dalmatien)
Sveti Petar (kroatisch für „Heiliger Petrus“) ist ein kleiner Badeort am Pašman-Kanal, rund 10 km nordwestlich von Biograd na Moru in der kroatischen Region Dalmatien. Der Ort hat etwa 269 Einwohner. 